# 黑布斯特米勒
黑布斯特米勒（德語：Herbstmühle，發音：[ˈhɛʁpstˌmyːlə]）是德国莱茵兰-普法尔茨州比特堡-普吕姆艾费尔山县的市镇，面积2.15平方千米，2023年12月31日人口为15人。